# Direcció general de Règim Jurídic Autonòmic i Local
La Direcció general de Cooperació Autonòmica i Local és un òrgan de gestió del Ministeri de Política Territorial i Funció Pública depenent de la Secretaria General de Coordinació Territorial encarregada de la supervisió jurídica dels projectes normatius de les comunitats autònomes i entitats locals, així com d'emetre informes jurídics sobre el possible plantejament per part del President de recursos d'inconstitucionalitat o requeriments previs.

## Funcions
Les seves funcions es regulen en l'Article 4 del Reial decret 863/2018, de 28 de juliol, i les seves funcions són:
- El seguiment jurídic dels aspectes competencials dels projectes normatius, les disposicions i els actes de les comunitats autònomes des del punt de vista de la seva adequació a la Constitució i al bloc de constitucionalitat, especialment a través de la Comissió de Seguiment de Disposicions i Actes de les Comunitats Autònomes, amb inclusió, quan escaigui, de la seva anàlisi en l'àmbit de la Garantia d'Unitat de Mercat.
- L'informe d'assumptes que afectin a la distribució de competències amb les comunitats autònomes que se sol·licitin pels òrgans competents a aquest efecte i en els supòsits previstos en el paràgraf sisè de l'article 26.5 de la Llei 50/1997, de 27 de novembre, del Govern, amb inclusió, quan escaigui, del seu impacte competencial en l'àmbit de la Garantia d'Unitat de Mercat.
- La coordinació de les actuacions de les Comissions Bilaterals de Cooperació quant al compliment de les previsions de l'article 33 de la Llei Orgànica 2/1979, de 3 d'octubre, del Tribunal Constitucional, així com l'impuls de les relacions de cooperació amb els departaments ministerials per a la prevenció i solució extraprocessal de la conflictivitat competencial.
- L'elaboració de propostes d'acords del President del Govern o del Consell de Ministres sobri recursos d'inconstitucionalitat, requeriments d'incompetència i conflictes de competència.
- L'elaboració, proposta i informe de les disposicions de l'Estat que afectin a les Entitats Locals, el seguiment i informe de lleis, projectes i proposicions de llei de les comunitats autònomes que afectin a les citades entitats i l'assessorament jurídic a les administracions públiques en matèria de règim jurídic local.
- La gestió del Registre d'Entitats Locals a què es refereix l'article 3 de la Llei 7/1985, de 2 d'abril, Reguladora de les Bases del Règim Local.
- El reconeixement de signatura dels documents expedits per les Entitats Locals, dins del procediment de legalització diplomàtica d'aquests documents quan hagin d'assortir efectes en països no signataris del Conveni de l'Haia, de 5 d'octubre de 1961.
- La gestió dels sistemes d'indicadors d'àmbit local relacionats amb les competències de la Direcció general de Cooperació Autonòmica i Local.
- L'elaboració de propostes d'acord del Consell de Ministres relatives a les consultes populars municipals.
- El seguiment i la tramitació de les qüestions que se suscitin entre municipis pertanyents a diferents comunitats autònomes sobre partió dels seus termes municipals.

## Estructura
De la Direcció general depenen els següents òrgans directius:
- La Subdirecció General de Règim Jurídic Autonòmic.
- La Subdirecció General de Règim Jurídic Local.

Depèn de la Direcció general, el Coordinador Nacional del Sistema d'Informació del Mercat Interior (NIMIC), com a responsable del desenvolupament i correcte funcionament en l'àmbit nacional del Sistema d'Informació del Mercat Interior (IMI) entre els Estats membres de la Unió Europea i de l'Espai Econòmic Europeu.

## Titulars
- Tomás de la Quadra-Salcedo Janini (27 de julio de 2018-presente)[3][4]